# Verde de bromocresol
El verde de bromocresol es un  indicador orgánico para valoración ácido-base.
Su intervalo de transición de pH es aproximadamente entre  3.8–5.4 , virando de amarillo a azul-verdoso en el rango especificado.
En solución acuosa, ioniza para dar la forma monoaniónico (amarillo), que desprotona a pH elevado para dar forma dianiónica (azul), que se estabiliza por resonancia:

## Propiedades

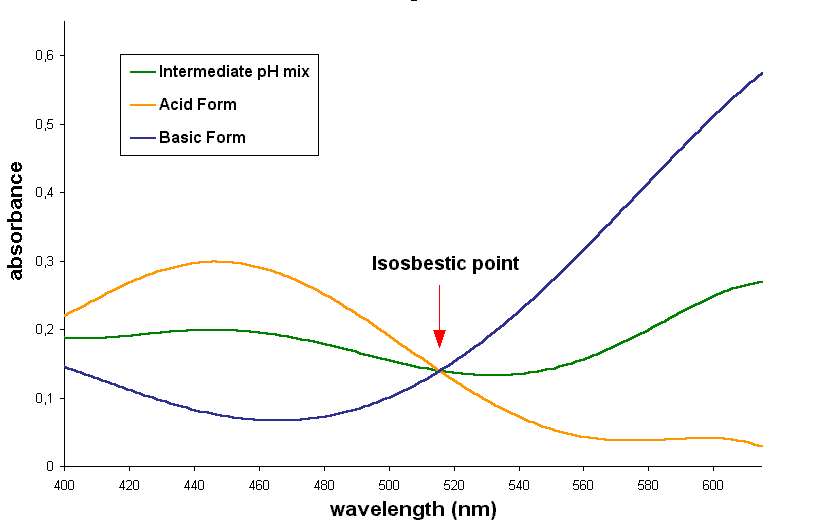
Demostración del punto isosbestico de verde de bromocresol, en el cual las diferentes formas tienen la misma absorbancia.

El ácido y la forma básica de este colorante tienen un punto isosbéstico en sus espectros, alrededor de 515 nm.
Una solución de etanol (0,04 en peso.%) de verde de bromocresol se utiliza para la tinción de TLC y es adecuada para la visualización de los compuestos con grupos funcionales cuyo pKa es inferior a 5,0 (ácidos carboxílicos, ácidos sulfónicos, etc). Estos aparecen como manchas amarillas sobre fondo claro o azul oscuro sin ser necesario el calentamiento. 
Las soluciones azules de bromofenol solución azul se pueden utilizar para el mismo propósito.
El compuesto se sintetiza por bromación de cresol púrpura (m-cresolsulfonphthalein).

## Usos
Se utiliza como un indicador de pH y como un colorante de seguimiento para la electroforesis en gel de agarosa de ADN. Se puede implementar en su forma de ácido libre (sólido marrón claro), o como una sal de sodio (sólido de color verde oscuro). También es un inhibidor de la proteína de transporte de la prostaglandina E2.